# Epistrophe gracilicincta
Epistrophe gracilicincta är en tvåvingeart som beskrevs av Huo, Ren och Zheng 2007. Epistrophe gracilicincta ingår i släktet brynblomflugor, och familjen blomflugor. Inga underarter finns listade i Catalogue of Life.